# Víctor García Toma
Víctor Óscar Shiyin García Toma (Lima, 2 de junio de 1954) es un abogado, docente universitario y jurista peruano. Fue ministro de Justicia durante el segundo gobierno de Alan García y presidente del Tribunal Constitucional desde el 2005 hasta el 2006. Entre 2023 y 2024 fue  representante del Perú ante la Organización de las Naciones Unidas durante el gobierno de Dina Boluarte.

## Biografía
Nació en la ciudad de Lima, el 2 de junio de 1954.
Realizó sus estudios en la Facultad de Derecho de la Universidad de San Martín de Porres. Es magíster en Derecho Constitucional por la Universidad Nacional Federico Villarreal. Es un reconocido profesional del derecho. Está vinculado al ideario político de Víctor Raúl Haya de la Torre desde su juventud.
Trabajó en el Ministerio Público como asesor del Fiscal de la Nación (1986-1989); Supervisor del Proyecto de la Agencia Interamericana de Desarrollo (AID) y el Ministerio Público, a favor del Mejoramiento de la Administración de Justicia (1987).
En 1987 ingresó a trabajar en el Ministerio de la Presidencia como Jefe del Gabinete de Asesores con rango de viceministro. Como tal, fue delegado de la Comisión Presidencial para la visita de Juan Pablo II (1988). 
En 1989 pasó a la presidencia del Consejo de Ministros como Secretario General con rango de viceministro. Posteriormente se desempeñó como asesor secretario de la Junta de Fiscales Supremos. Fue Miembro del Directorio del Banco de Comercio (1989-1990) y en el Colegio de Abogados de Lima ha sido miembro de la Junta Directiva en 1991, 1992 y 1995.
Fue también juez Ad Hoc de la Corte Interamericana de Derechos Humanos (junio 2008-noviembre 2009. Casos: Acevedo Buendía y otros; Kenneth Anzualdo Castro) y árbitro de la Cámara de Comercio de Lima (2012-2020). Ha sido Director del Museo Conmemorativo de la Inmigración Japonesa "Carlos Chiyoteru Hirahoka" (Asociación Peruano Japonesa), en 2011. También se desempeñó como vicepresidente de la Asociación Peruano-Japonesa (2015-2016) y también como Secretario General (2016-2017).
Fue miembro del Tribunal de Honor del Jurado Nacional de Elecciones en 2016 y vicepresidente de la Asociación Peruana de Derecho Constitucional, período 2014-2020. Asimismo, fue miembro de la Comisión Consultiva en Asuntos Jurídicos de la Cámara de Comercio de Lima (2019-2020).
Fue miembro de la Comisión Consultiva de la Junta Nacional de Justicia, período 2020.
Socio del Estudio Benites, Vargas & Ugaz – Abogados (2011-2023). Fue reconocido en la guía Latin Lawyer National 2020 como abogado calificado en derecho público; guía que describe una amplia gama de firmas de abogados líderes en América Latina, destacando su experiencia y pericia para ayudar a los abogados internos a seleccionar el mejor abogado para sus necesidades legales.
Fue elegido como presidente de la Asociación Peruana de Derecho Constitucional, período 2022-2024.

### Magistrado del Tribunal Constitucional
Fue elegido como miembro del Tribunal Constitucional del Perú el 30 de mayo de 2002 y se desempeñó —entre diciembre del 2005 y diciembre del 2006— como su Presidente. En julio de 2007, en razón de ser el menos antiguo en la colegiación profesional, cesó en el cargo de magistrado del TC para ser reemplazado por el magistrado electo Ricardo Beaumont Callirgos.

### Ministro de Justicia
El 18 de marzo del 2010, tras la polémica renuncia de Aurelio Pastor, García Toma fue nombrado como el nuevo ministro de Justicia por el entonces presidente Alan García.
El 14 de setiembre del 2010, al producirse la dimisión del Gabinete Ministerial presidido por Javier Velásquez Quesquén —motivada para facilitar la postulación de varios miembros del Gabinete a las elecciones generales del año 2011—, García junto a varios ministros presentaron su renuncia a sus cargos. Fue reemplazado luego por Rosario Fernández Figueroa.

### Representante Permanente del Perú ante las Naciones Unidas
Durante el gobierno de Dina Boluarte, fue designado representante del Perú ante la Organización de las Naciones Unidas bajo la forma de "embajador político" desde setiembre 2023 a julio 2024.
Ello en ocasión de haberse presentado una campaña internacional impulsada por grupos afines al ex presidente Pedro Castillo Terrones, dirigida a cuestionar la legitimidad constitucional del régimen. En el libro "Escritos constitucionales y discursos de orden", se han recopilado el conjunto de sus alocuciones formuladas ante el Pleno de las Naciones Unidas y el Consejo de Seguridad.
En esa línea, previamente fue designado integrante de una "Comisión Consultiva" de abogados nombrada por el primer ministro Alberto Otárola para asesorar a la presidenta en materias constitucionales.

### Labor académica
En el ámbito académico es catedrático en las unidades de Postgrado de las Maestrías de Derecho Constitucional Comparado y Derecho Constitucional Laboral de la Universidad de San Martín de Porres; en la unidad de postgrado de la Universidad Católica Santa María de Arequipa; y en el Centro de Altos Estudios Nacionales. Anteriormente fue profesor en la Facultad de Derecho de la Universidad de Lima; de la Maestría con Mención en Política Jurisdiccional de la Pontificia Universidad Católica del Perú; en la Facultad de Derecho y Ciencias Políticas y en la Maestría en Gobernabilidad de la Universidad de San Martín de Porres; en las Facultades de Derecho de la Universidad Nacional Federico Villarreal, de la Universidad Inca Garcilaso de la Vega y de la Universidad San Ignacio de Loyola; así como en la Unidad de Posgrado de la Universidad Nacional Mayor de San Marcos. También fue profesor en la Academia Diplomática del Perú, en la Escuela Superior de Administración Pública (ESAP) y en la Escuela Superior de la Policía (ESUPOL).
Director del Instituto de Economía Social de Mercado de la Universidad de Lima (2007-2009); Decano de la Facultad de Derecho de la Universidad de Lima (2008-2010).
Asimismo, es codirector de la Revista Gaceta Constitucional, con los juristas Domingo García Belaúnde y Samuel Abad Yupanqui.

## Publicaciones
- Las alianzas del APRA, Lima, Imagen, 1982;
- Introducción al derecho, Lima, Editorial Universidad de Lima, 1986 (2.ª edición: Lima, Editorial Universidad de Lima, 1988)
- Teoría del derecho. El sistema jurídico nacional, Lima, Ediciones CONCYTEC, 1988
- Estado y Regionalización, Lima, Justo Valenzuela, 1989
- Constitución y derecho judicial, Lima, Ediciones CONCYTEC, 1990
- Conceptos fundamentales del derecho, Lima, Colegio de Abogados de Lima, 1992
- La ley en el Perú. Técnica de elaboración, interpretación, aplicación e integración, Lima, Editora Jurídica Grijley, 1995
- Análisis sistemático de la Constitución peruana de 1993, Lima, Universidad de Lima, Fondo de Desarrollo Editorial, 2 tomos, 1998
- Teoría del Estado y derecho constitucional, Lima, Universidad de Lima, Fondo de Desarrollo Editorial, 1999 (Ediciones corregidas y aumentadas: Lima, Palestra Editores, 2005; Lima, Palestra Editores, 2008; y Lima, Adrus, 2010);
- Los derechos humanos y la Constitución, Lima, Gráfica Horizonte, 2001
- Legislativo y Ejecutivo en el Perú, Lima, Gráfica Horizonte, 2001 (2.ª edición corregida y aumentada, Lima, Jurista Editores, 2006)
- Introducción a las ciencias jurídicas, Lima, Universidad de Lima, Fondo de Desarrollo Editorial, 2001
- La Defensoría del Pueblo en el Perú, Lima, Grijley, 2006
- Los derechos fundamentales en el Perú, Lima, Jurista Editores, 2008
- Diccionario de derecho constitucional, en coautoría con José García Yzaguirre, Lima, Gaceta Jurídica, 2009
- Legislativo y Ejecutivo en el Perú. 3ª edición corregida y aumentada. Arequipa: Adrus, 2011
- Regímenes políticos. (Obra colectiva).  Arequipa: Universidad Católica de Santa María, 2011
- Los Derechos Fundamentales. 2ª edición corregida y aumentada. Arequipa, Adrus, 2013
- Teoría del Estado y derecho constitucional. 3ª edición corregida y aumentada. Arequipa: Adrus, 2014
- Constitución, justicia y derechos fundamentales. Lima: Lex & Juris, 2015
- El Estado Unitario Descentralizado y el Sistema Jurídico. (Libro Electrónico). Editorial Académica Española, Bahnhofstrasse Saarbrüken Alemania, 2017.
- ¿Hay autonomía universitaria? (Obra colectiva). Lima: Editorial de la Universidad Ricardo Palma, 2017.
- Código Procesal Constitucional Comentado (Obra colectiva). Lima: Instituto Pacífico, 2018.
- Diccionario de Derecho Constitucional. En coautoría con José Víctor García Yzaguirre. 2ª edición corregida y aumentada. Lima: Instituto Pacífico, 2018.
- Introducción al Derecho. Lima: Lex & Iuris, 2019.
- Democracia, organizaciones políticas y control parlamentario. Lima: Gaceta Jurídica, 2022.
- Legislativo y Ejecutivo en el Perú. Cuarta edición, corregida y aumentada. Lima: Palestra, 2022.
- La Constitución y el Régimen Económico en el Perú. Lima: Adrus, 2024.
- Escritos constitucionales y discursos de orden. Arequipa: Universidad Católica Santa María de Arequipa, 2025.
- Miembro del Consejo Editorial de la revista Diálogo con la Jurisprudencia.
- Miembro del Comité Consultivo de la revista Actualidad Jurídica.
- Codirector de la revista Gaceta Constitucional.

## Distinciones
- Condecoración Francisco Calderón Landa. Ilustre Colegio de Abogados de Arequipa (2012)
- Orden del Sol Naciente en el grado de Estrella de Oro y Plata. Gobierno de Japón (2017)
- Condecoración Vicente Morales y Duárez. Ilustre Colegio de Abogados de Lima (2017)
- Condecoración Francisco García Calderón. Ilustre Colegio de Abogados de Lima (2023)

Doctorados Honoris Causa:
- Universidad los Ángeles de Chimbote (2002)
- Universidad Nacional de Cajamarca (28 de febrero de 2005)
- Universidad Nacional de la Amazonía Peruana. (27 de marzo de 2006)
- Universidad Nacional San Agustín de Arequipa (20 de agosto de 2010)
- Universidad Privada Antenor Guillermo Urrelo (2012)
- Universidad Católica Santa María de Arequipa (2025)

Profesor Honorario:
- Universidad Nacional San Agustín de Arequipa (5 de julio de 2004)
- Universidad Privada San Pedro de Chimbote (21 de julio de 2006)
- Universidad Católica de Santa María de Arequipa (21 de agosto de 2009)
- Universidad Autónoma (2012)

Otras Distinciones: 
- Primer Puesto en el concurso organizado en 1991 por la Asociación de Juezas y Fiscales Mujeres del Perú. Tema ganador: “La Técnica de Integración de las Normas”
- Miembro Honorario del Ilustre Colegio de Abogados del Callao (2002)
- Miembro Honorario del Ilustre Colegio de Abogados del Cuzco (2003)
- Asociado Honorario del Foro Panamericano de Abogados Nikei (FOPAN) (Lima, 2003)
- Distinción Especial por parte de la Universidad San Agustín de Arequipa (Arequipa - agosto, 2003)
- “Medalla en Reconocimiento al Mérito – FTCCP”, Federación de Trabajadores de Construcción Civil del Perú (21 de octubre de 2004)
- Miembro correspondiente extranjero de la Academia Colombiana de Jurisprudencia (21 de abril de 2005)
- “Medalla de Honor y Diploma”. Universidad José Carlos Mariátegui de Moquegua (10 de junio de 2005)
- “Medalla Madre Teresa de Calcuta”; Sociedad Civil Sembrando Valores (9 de septiembre de 2005)
- “Medalla de Honor José Gálvez Egúsquiza”. Colegio de Abogados del Callao (31 de marzo de 2006)
- “Medalla de Derecho”, Universidad Inca Garcilaso de la Vega (mayo de 2006)
- Diploma de Honor Consejo de la Medalla de Honor del Congreso de la República (24 de julio de 2006)
- “Miembro de Número”, Academia Interamericana de Derecho Internacional y Comparado. (12 de octubre de 2006)
- “Premio Nacional de Derechos Humanos”, Coordinadora Nacional de Derechos Humanos (diciembre de 2006)
- Profesor visitante, Universidad Católica de Santa María de Arequipa (18 de septiembre de 2008)
- “Distinción de Honor al Mérito Jurídico en el grado Toribio Pacheco y Rivero”, Ilustre Colegio de Abogados de Arequipa (noviembre de 2008)
- “Miembro Honorario”. Ilustre Colegio de Abogados de Loreto, (21 de marzo de 2009)
- Premio al Mérito Nacional “Birrete de Plata”, Academia de Doctores del Perú e Instituto de Derecho Indiano y Estudios Clásicos (20 de febrero de 2010)
- Miembro Honorario de la Escuela de Post Grado de la Universidad Nacional de Piura (2010)
- Diploma de Agradecimiento por su Contribución al Fortalecimiento de la Amistad entre el Perú y Japón y el Desarrollo de la Colectividad Okinawense y Peruana en General. Prefectura de Okinawa-Japón (2011)
- Árbitro del Centro de Arbitraje de la Cámara de Comercio de Lima (Período 2012-2017)
- Miembro Honorario de la Orden. Ilustre Colegio de Abogados de Ica (2013)
- Profesor Visitante. Universidad Alas peruanas (2013)
- Gran Educador por los Derechos Humanos y la Paz. Sociedad Civil Sembrando Valores (2013)
- Diploma de Reconocimiento Público y Felicitación. Corte Superior de Justicia de Lambayeque (2017)
- Reconocido en la guía Latin Lawyer National 2020 como abogado calificado en derecho público (2020)
- Condecoración Francisco García Calderón. Ilustre Colegio e Abogados de Lima (2023).
- Concurso de investigación denominado Víctor García Toma, organizado por la Facultad de Derecho de la USMP, 2025.
- Miembro Honorario del Ilustre Colegio de Abogados de Lima Sur (2025).
- Concurso de investigación jurídica Víctor García Toma / Centro de investigaciones jurídicas de la USMP (2025).